# Nihal (Stern)
Nihal (arabisch نهال – Kamele, die ihren Durst löschen) bzw. Beta Leporis (β Leporis, kurz β Lep) ist ein heller gelber Riese der Spektralklasse G5 II in einem Doppel- oder Mehrfachstern. Er ist der zweithellste Stern im Sternbild Lepus, hat eine scheinbare Helligkeit von 2,8 mag und ist ca. 156 Lichtjahre von der Erde entfernt. Er weist die 150fache Leuchtkraft der Sonne auf.
Die IAU Working Group on Star Names (WGSN) hat am 20. Juli 2016 den historischen Eigennamen Nihal als standardisierten Eigennamen für diesen Stern festgelegt.